# Manfred Germar
Manfred Germar (* 10. März 1935 in Köln) ist ein ehemaliger deutscher Leichtathlet, Olympiamedaillengewinner und dreifacher Europameister. Erfolgreich war er im 100- und im 200-Meter-Lauf.

## Sport
Germars Paradestrecke waren die 200 Meter, er siegte seit 1956 in 74 aufeinanderfolgenden Rennen. Die Serie endete, als er bei den Europameisterschaften 1958 im 100-Meter-Lauf – für ihn enttäuschend – Zweiter hinter Armin Hary wurde. Auf der 200-Meter-Strecke wurde er 1958 Europameister und lief im gleichen Jahr auch Weltrekord. 1956 wurde er Olympiadritter mit der 4-mal-100-Meter-Staffel.
Zusammen mit Manfred Steinbach, Martin Lauer und Heinz Fütterer gelang ihm im 4-mal-100-Meter-Lauf 1958 ein Weltrekord (39,5 s). Im gleichen Jahr stellte er mit 20,6 s den 200-Meter-Weltrekord ein.
Bei den Olympischen Spielen 1960 in Rom, wo die deutsche 4-mal-100-Meter-Staffel siegte, verlor Manfred Germar seinen Stammplatz als Staffel-Schlussläufer auf Grund eines Formtiefs (nach Verletzungen und einer Weisheitszahn-Operation).
Von 1954 bis 1962 war er in 52 internationalen Wettkämpfen 123-mal eingesetzt. Bei (west-)deutschen Meisterschaften errang er 23 deutsche Meistertitel (1953 bis 1964). Im Jahr 1957 wurde er zum Sportler des Jahres in der Bundesrepublik gewählt. Manfred Germar startete für den ASV Köln. In seiner aktiven Zeit war er 1,82 m groß und wog 74 kg.

## Ergebnisse bei internationalen Höhepunkten im Einzelnen

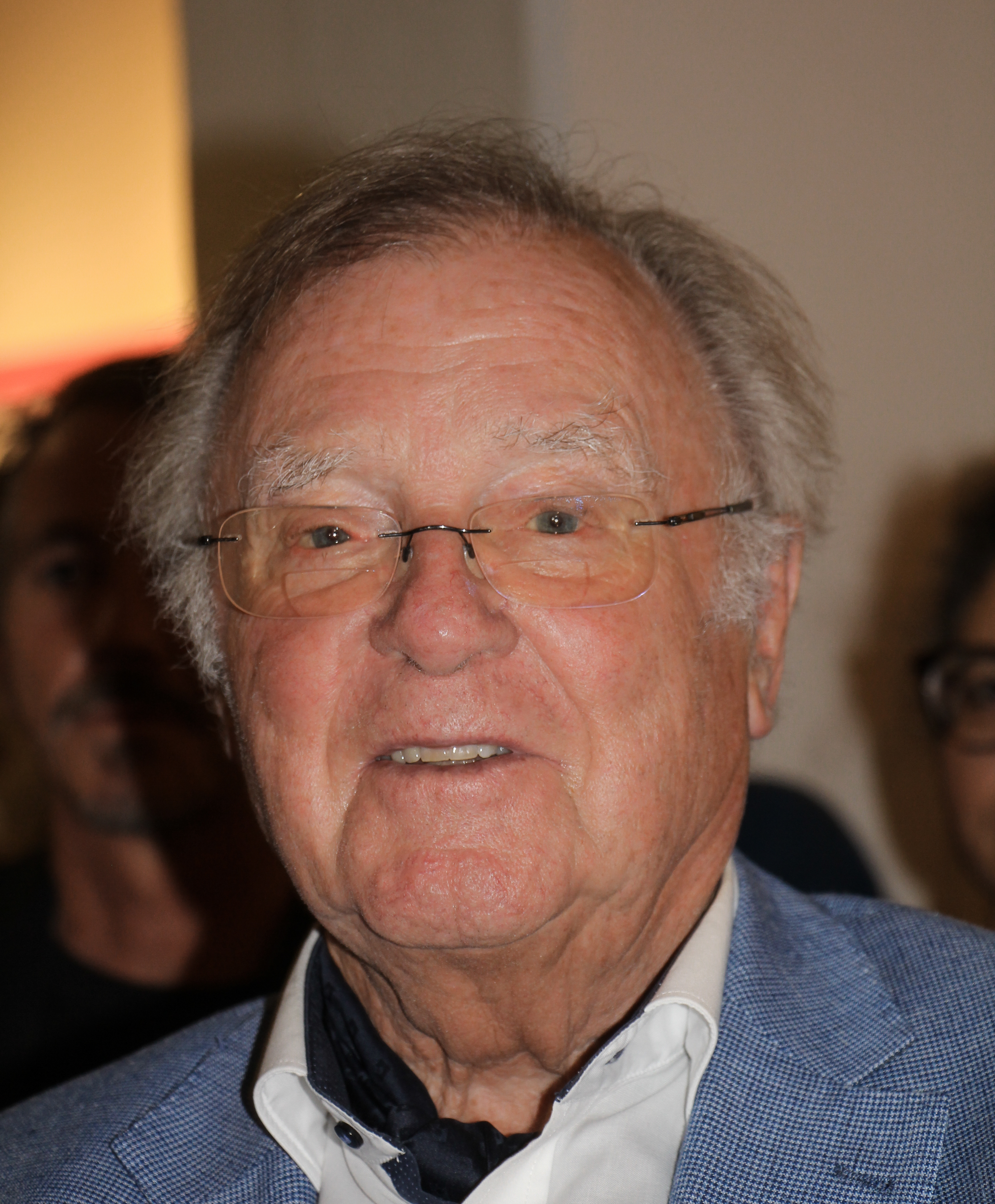
Manfred Germar (2023)

- 1954, Europameisterschaften: Mit der 4-mal-100-Meter-Staffel im Vorlauf disqualifiziert
- 1956, Olympische Spiele: Platz 3 mit der 4-mal-100-Meter-Staffel (40,3 s; zusammen mit Lothar Knörzer, Leonhard Pohl und Heinz Fütterer, Manfred Germar als Schlussläufer); Platz 5 im 100-Meter-Lauf (verletzt)
- 1958, Europameisterschaften: Platz 2 im 100-Meter-Lauf (10,4 s), Platz 1 im 200-Meter-Lauf (21,0 s), Platz 1 mit der 4-mal-100-Meter-Staffel (40,2 s, zusammen mit Walter Mahlendorf, Armin Hary und Heinz Fütterer, Manfred Germar als Schlussläufer)
- 1960, Olympische Spiele: in den Vorläufen zum 100-Meter-Lauf und zum 200-Meter-Lauf ausgeschieden bzw. zum Viertelfinale nicht angetreten.
- 1962, Europameisterschaften: Platz 1 mit der 4-mal-100-Meter-Staffel (39,5 s, zusammen mit Klaus Ulonska, Peter Gamper und Hans-Joachim Bender, Manfred Germar als Schlussläufer)

## Privates
Seit 1961 ist Manfred Germar verheiratet, er hat eine Tochter. Er wurde Diplomkaufmann und war zunächst in der Hauptverwaltung einer Kaufhauskette, später 30 Jahre für ein Lotto-Unternehmen tätig. Nach seiner Karriere als Sportler wurde er 1968 Geschäftsführender Vorstand seines Sportklubs ASV Köln und war bis 1999 Organisationsleiter des ASV-Sportfests Weltklasse in Köln. Von 1978 bis 1997 war er Präsident des ASV Köln.

## Ehrungen
- Ehrenpräsident des ASV Köln
- Silbernes Lorbeerblatt (1957)
- Sportler des Jahres (1957)
- Rudolf-Harbig-Gedächtnispreis (1960)
- Bundesverdienstkreuz am Bande (10. April 1984)[3]
- Verdienstorden des Landes Nordrhein-Westfalen (5. September 1988)[4]
- Bundesverdienstkreuz 1. Klasse (23. April 1998)[3]
- Carl-Diem-Schild (1999)
- Olympischer Orden (2001)
- Aufnahme in die Hall of Fame des deutschen Sports (2006)